# مصفاة جمناجار
مصفاة جامناجار هي مصفاة نفط خام قطاع خاص مملوكة لشركة ريلاينس للصناعات المحدودة في جامناجار، ولاية غوجارات، الهند. تم تشغيل المصفاة في 14 يوليو 1999 بطاقة تركيبية تبلغ 668,000 برميل لكل يوم (106,200 م3/ي) ارتفعت لاحقًا إلى 1,240,000 برميل لكل يوم (197,000 م3/ي) . وهي حاليا أكبر مصفاة في العالم.

## التاريخ
في 25 ديسمبر 2008، أعلنت ريلاينس بتروليوم المحدودة (RPL) عن بدء تشغيل مصفاة تكرير النفط في منطقة اقتصادية خاصة في منطقة جامناجار في غوجارات، الهند. مكّن الانتهاء من مصفاة RPL جامناجار من الظهور ك «مركز تكرير»، يضم أكبر مجمع تكرير في العالم مع طاقة تكرير كلية تبلغ 1.24 مليون برميل (197,000 م3) من النفط يوميًا، أكثر من أي مكان آخر في العالم.
تم تشغيل مصفاة RPL التنافسية عالميًا في 36 عامًا   الشهور. تعاقدت RPL مع العديد من الشركات التي لديها خبرة في الإنشاءات الهندسية والتكرير مثل بيكتل و UOP LLC وفوتسي وويلر وغيرها. كانت هناك خطط لخط الأنابيب لمعالجة النفط الخام النقطة الصافية العالية المستخرج في بارمر، راجستان، على الرغم من أن هذا سيتطلب إنشاء خط أنابيب مدفأ كهربائيًا من بارمر إلى جامنجار. [بحاجة لمصدر]

يتألف المجمع بأكمله، اعتبارًا من عام 2013، من مرافق التصنيع والحلفاء والمرافق والمواقع خارج الميناء والموانئ وبلدة (415 فدانًا) مع سكن لموظفيه البالغ عددهم 2500 موظف، على تزيد على 7,500 أكر (3,000 ها؛ 11.7 ميل2) من الأرض. إذا تم وضع جميع الأنابيب المستخدمة في المصفاة، واحدة تلو الأخرى، فإنها ستربط الهند بأكملها من الشمال إلى الجنوب.<ref>"About Jamnagar" (PDF). مؤرشف من الأصل (PDF) في 2011-10-27.